# Kenneth Doane
Kenneth George Doane (Southbridge, 16 maart 1986) is een Amerikaans professioneel worstelaar die vooral bekend is van zijn tijd bij World Wrestling Entertainment als Kenny en Kenny Dykstra, van 2006 tot 2008.

## In het worstelen
- Finishers
  - Doane-Nation
  - RK-Doane
  - Sky High Leg Drop
  - Snap swinging neckbreaker

- Signature moves
  - Elevated neckbreaker

- Managers
  - Kenny Bolin
  - Victoria

- Bijnaam
  - "Simply"

## Prestaties
- Ohio Valley Wrestling
  - OVW Television Championship (1 keer)

- Premiere Wrestling Federation - Northeast
  - PWF-NE Tag Team Championship (2 keer met Johnny Curtis)

- World Wrestling Entertainment
  - World Tag Team Championship (1 keer; als lid van Spirit Squad)